# (1975) Pikelner
(1975) Pikelner (aussi nommé 1969 PH) est un astéroïde de la ceinture principale, découvert le 11 août 1969 par Lioudmila Tchernykh à l'observatoire d'astrophysique de Crimée, en Ukraine.
Il a été nommé en hommage à Solomon Borisovich Pikelner, astronome soviétique.